# Bipalium
Genre
Bipalium est un genre de vers plats terrestres de la famille des Geoplanidae. Ce sont souvent des espèces envahissantes.

## Étymologie
Le nom Bipalium vient du Latin bi-, "deux" + pala, "pelle". Ce nom provient de la forme de la tête des espèces de ce genre.

## Description
Ce sont des vers terrestres ayant une tête en forme de marteau, de rein ou de demi-lune, cette tête large ayant de nombreux yeux. Bipalium est distingué des autres genres de Bipaliinae par des organes copulatoires simples, sans canaux accessoires ni bourse copulatoire, et avec un pli de tissu séparant les canaux de sortie mâles et femelles,.
Voici une représentation des têtes de quelques Bipalium invasifs.

Une espèce, Bipalium nobile atteint 1 m de long.

## Écologie et comportement

### Invasivité
Plusieurs espèces de Bipalium sont envahissantes. Parmi ces espèces introduites hors de leur milieu d'origine, Bipalium kewense est particulièrement invasive.

### Alimentation
Les Bipalium se nourrissent  de vers de terre et de mollusques. Ils tuent leurs proies à l'aide de poison, en particulier en générant de la tétrodotoxine, un neurotoxique très puissant.

## Habitat et répartition
Les Bipalium sont d'origine asiatique. Leur invasivité les fait retrouver dans le monde entier.
Ces plathelminthes terrestres craignant le froid en hiver et la sécheresse en été, la plupart des signalements de Bipalium kewense en France métropolitaine proviennent du département des Pyrénées-Atlantiques, où le climat leur est favorable .

## Systématique
Le nom valide complet (avec auteur) de ce taxon est Bipalium Stimpson, 1857.

### Synonymes deBipalium
Bipalium a pour synonymes les genres suivants :
- Dunlopea Wright, 1860
- Perocephalus Graff, 1896
- Placocephalus Graff, 1896
- Sphaerocephalus Loman, 1888
- Sphyrocephalus Bleeker, 1844

### Liste des espèces
Selon la base de données World Register of Marine Species (16 janvier 2024), le genre Bipalium contient les espèces valides suivantes :
- Bipalium adensameri Graff, 1899

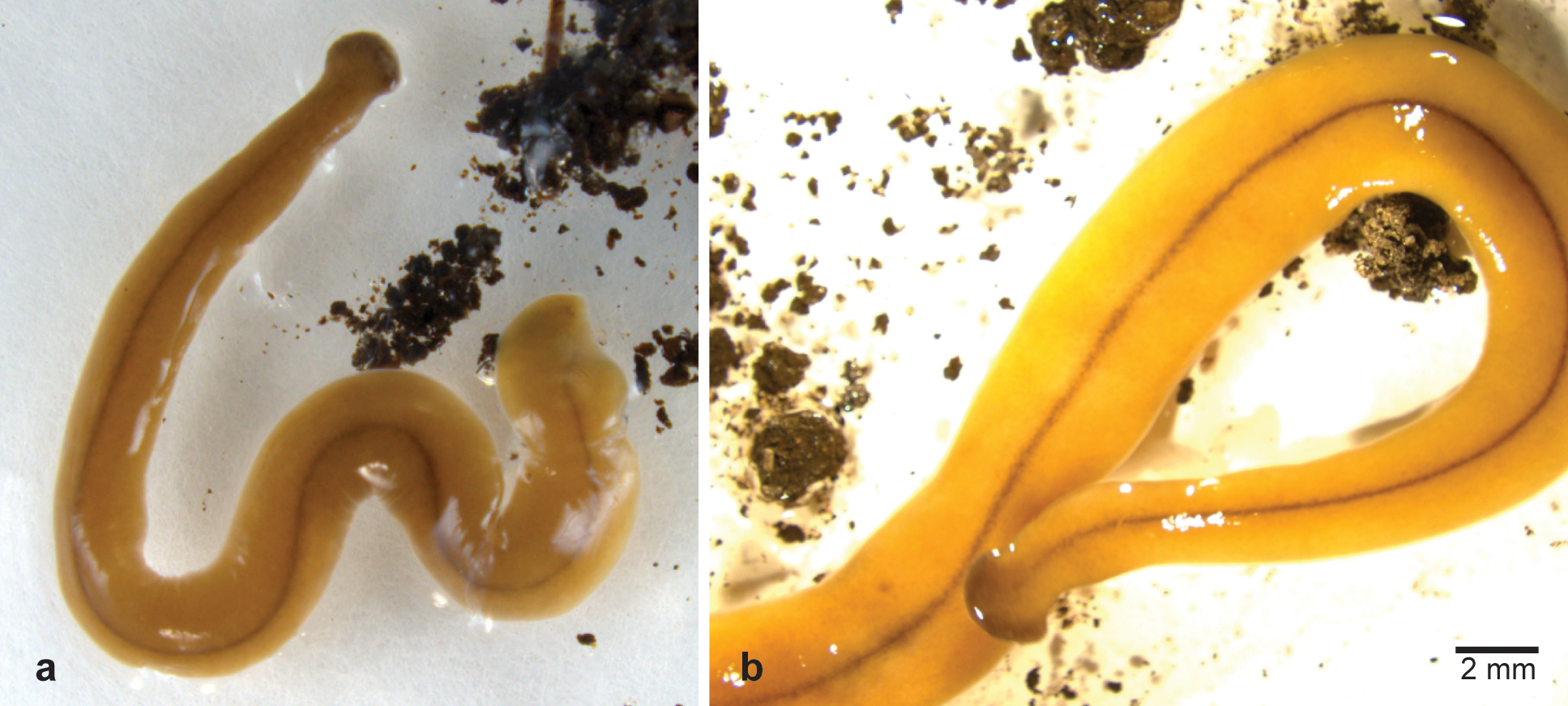
Bipalium adventitium

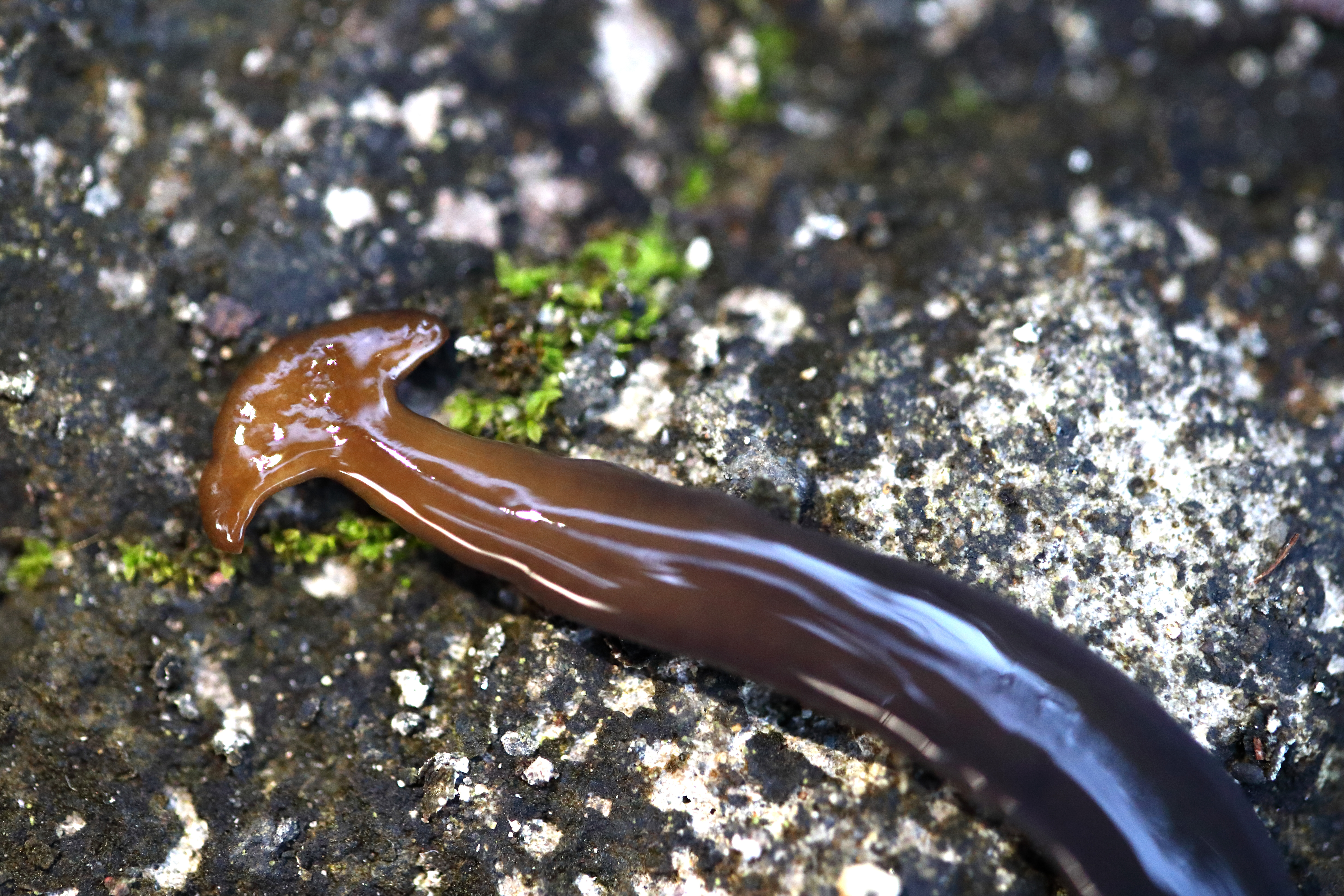
Bipalium fuscatum

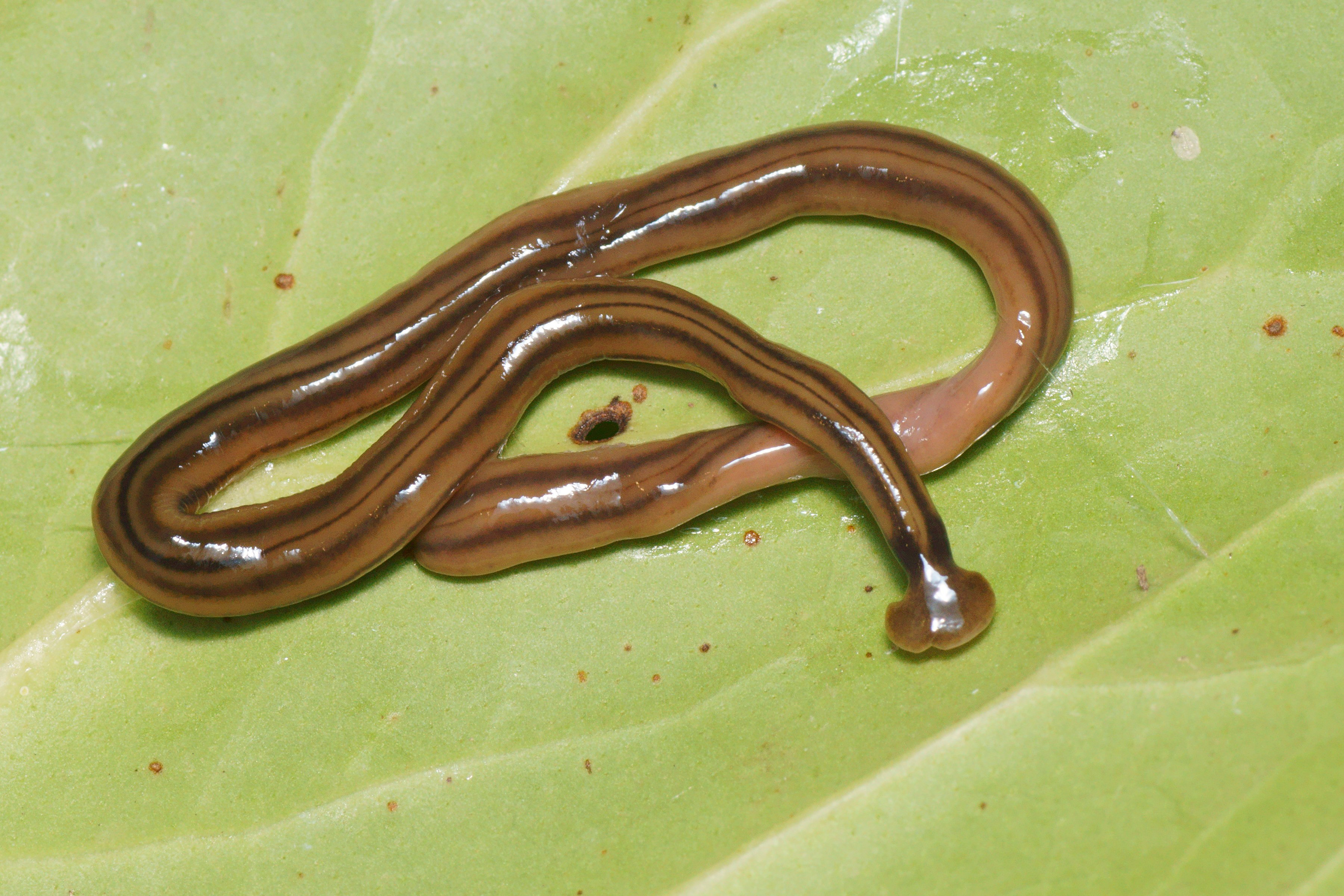
Bipalium kewense

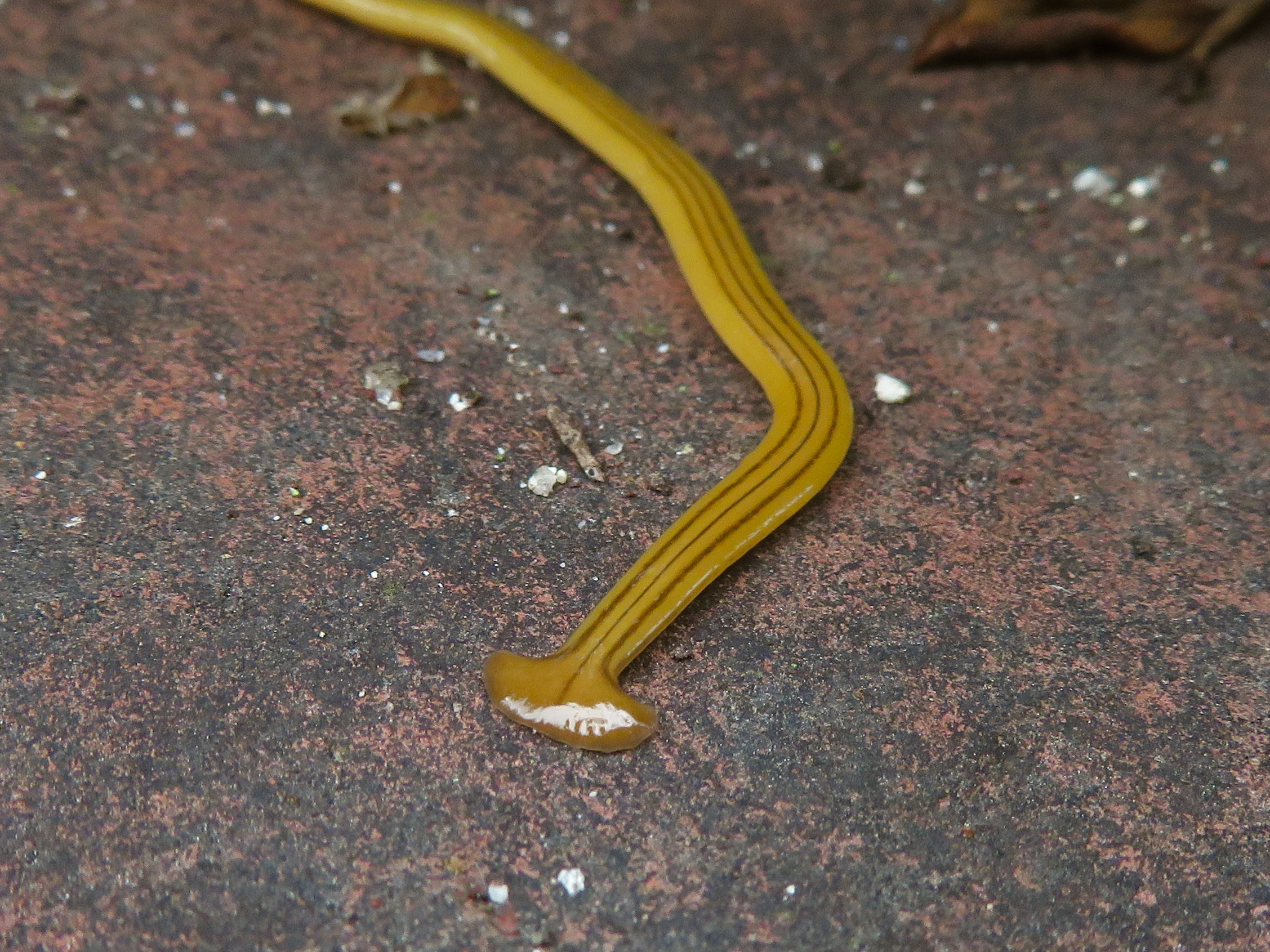
Bipalium nobile

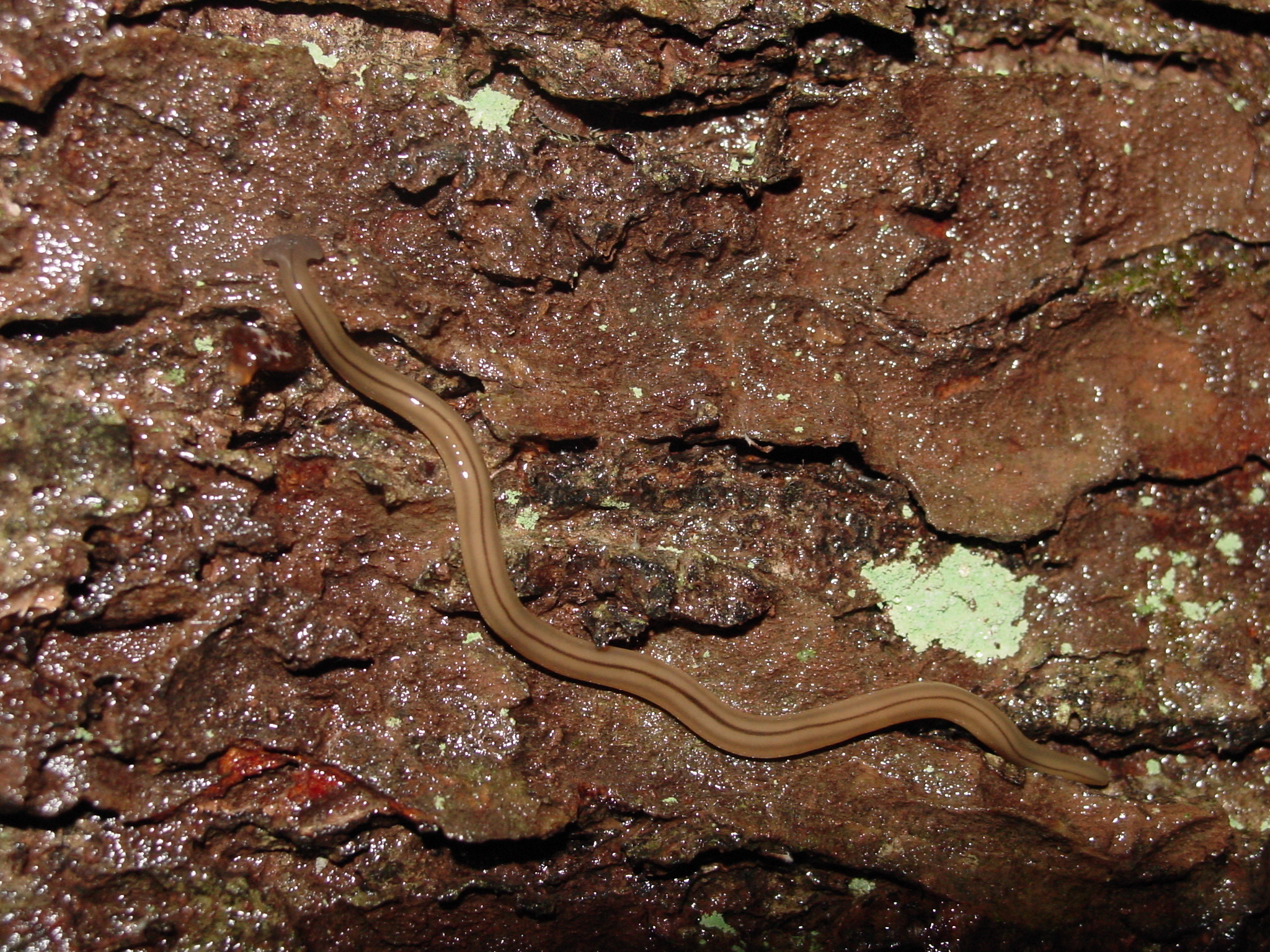
Bipalium pennsylvanicum

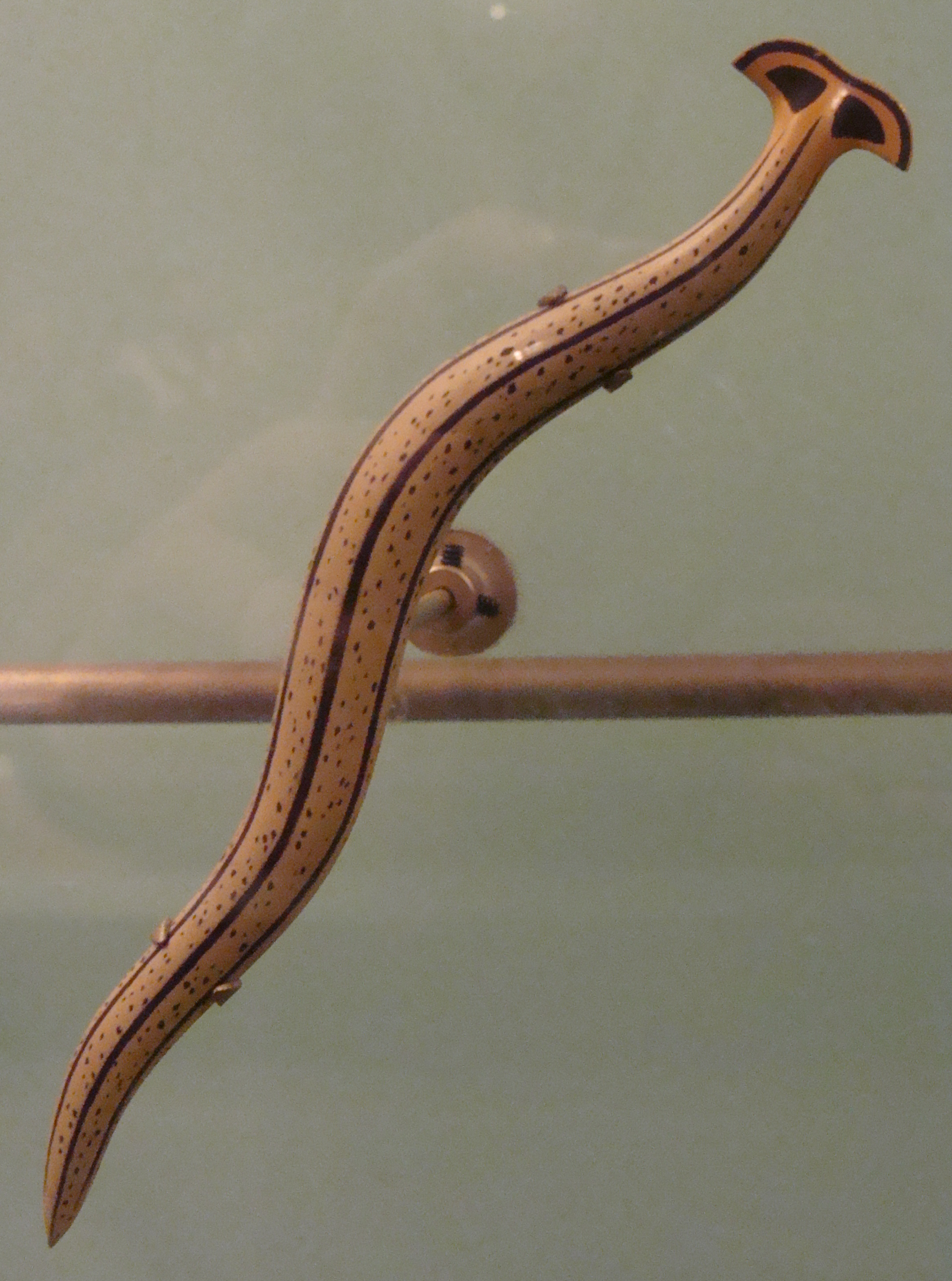
Bipalium strubelli

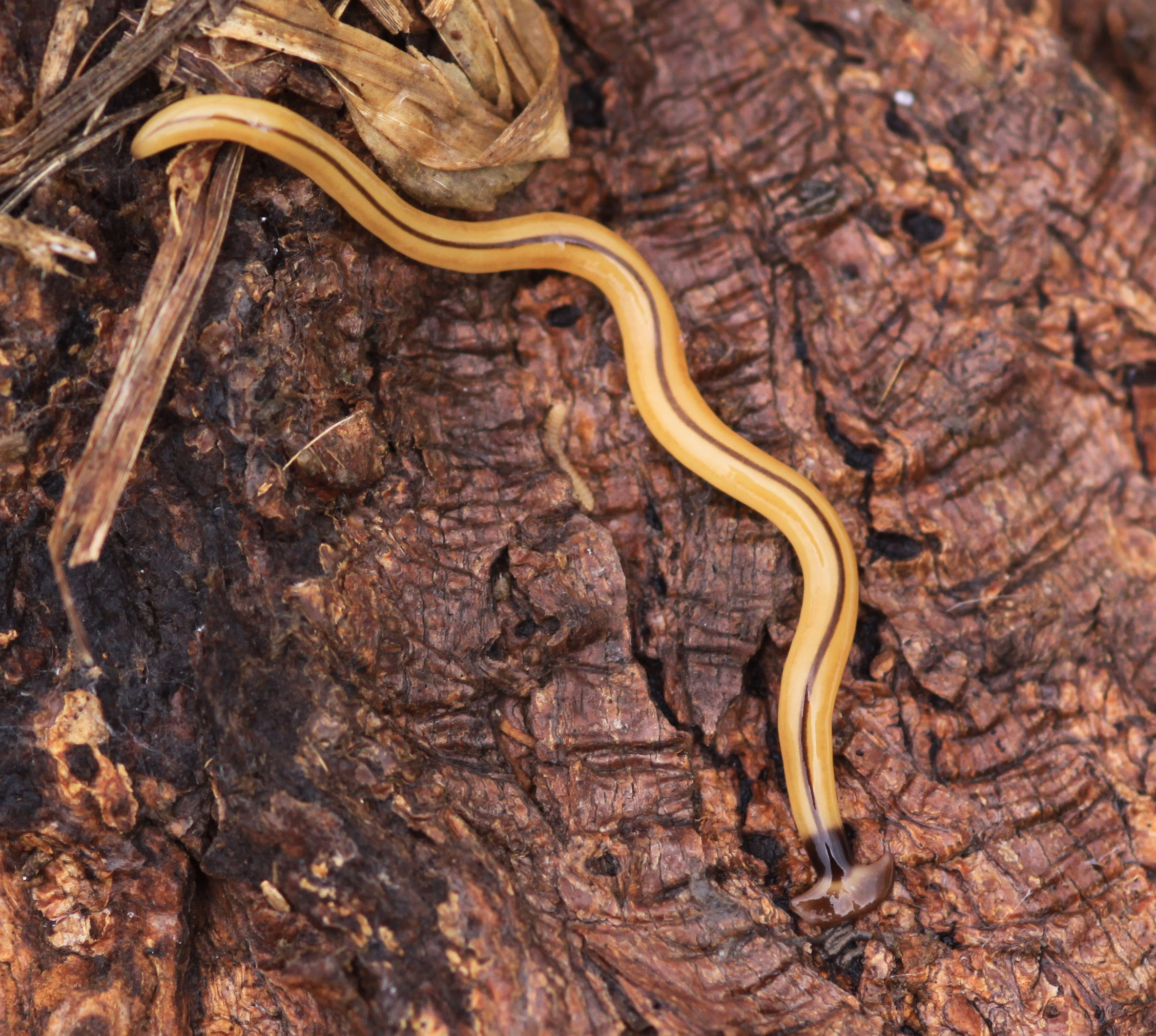
Bipalium vagum

- Bipalium admarginatum de Beauchamp, 1933
- Bipalium adventitium Hyman, 1943
- Bipalium albo-coeruleus (Bleeker, 1844)
- Bipalium alternans de Beauchamp, 1930
- Bipalium bengalensis Bhakat, 2020
- Bipalium bergendali (Graff, 1898)
- Bipalium bimaculatum Graff, 1882
- Bipalium chhatarpurensis Chaurasia, 1988
- Bipalium choristosperma de Beauchamp, 1925
- Bipalium costaricensis Hyman, 1939
- Bipalium crassatrium de Beauchamp, 1939
- Bipalium distinguendum Müller, 1907
- Bipalium dubium Loman, 1890
- Bipalium fuscatum Stimpson, 1857
- Bipalium fuscolineatum Kaburaki, 1922
- Bipalium gestroi Graff, 1894
- Bipalium glandiantrum Kawakatsu, Sluys & Ogren, 2005
- Bipalium glandulosa (de Beauchamp, 1925)
- Bipalium glaucum (Kaburaki, 1922)
- Bipalium gracilis (Loman, 1890)
- Bipalium graffi Müller, 1902
- Bipalium haberlandti Graff, 1899
- Bipalium hilgendorfi Graff, 1899
- Bipalium janseni Graff, 1899
- Bipalium javanum Loman, 1883
- Bipalium kaburakii Kawakatsu, Sluys & Ogren, 2005
- Bipalium katoi Kawakatsu, Sluys & Ogren, 2005
- Bipalium kewense Moseley, 1878
- Bipalium kisoense Kaburaki, 1922
- Bipalium kraepelini Ritter-Zahony R., 1905
- Bipalium manubriatum Sharp, 1891
- Bipalium marginatum Loman, 1888
- Bipalium mjobergi de Beauchamp, 1925
- Bipalium mondimentum Kaburaki, 1922
- Bipalium monolineatum Kaburaki, 1922
- Bipalium moseleyi Loman, 1888
- Bipalium muninense Kawakatsu, Sluys & Ogren, 2005
- Bipalium myadenosium de Beauchamp, 1939
- Bipalium nigrum (Ritter-Zahony, 1905)
- Bipalium nobile Kawakatsu & Makino, 1982
- Bipalium ochroleucum Kaburaki, 1922
- Bipalium pennsylvanicum Ogren, 1987
- Bipalium penrissenicum Kawakatsu, Ogren & Froehlich, 1998
- Bipalium persephone de Beauchamp, 1939
- Bipalium poiense de Beauchamp, 1925
- Bipalium rhytidoantrum Solà & Sluys, 2023
- Bipalium rigaudi Graff, 1894
- Bipalium robiginosum Graff, 1899
- Bipalium rugiantrum Solà & Sluys, 2023
- Bipalium semperi (Graff, 1899)
- Bipalium simrothi Loman, 1895
- Bipalium strubelli Graff, 1899
- Bipalium sudzukii Kawakatsu, 1987
- Bipalium sylvestre Kapadia, 1947
- Bipalium tetsuyai Kawakatsu, Sluys & Ogren, 2005
- Bipalium unistriatus Kuhl & Hasselt, 1822
- Bipalium univittatum Grube, 1866
- Bipalium vagum Jones & Sterrer, 2005
- Bipalium virile Müller, 1902
- Bipalium weismanni Ritter-Zahony, 1905
- Bipalium wiesneri Graff, 1899

### Liste des synonymes et espèces non acceptées
D'après World Register of Marine Species (16 janvier 2024), les espèces suivantes sont synonymes ou invalides :
- Bipalium andrewsi Whitehouse, 1919 est synonyme de Diversibipalium andrewsi (Whitehouse, 1919)
- Bipalium bleekeri Graff, 1898 est synonyme de Diversibipalium bleekeri (Graff, 1898)
- Bipalium bohmigi Müller, 1902 est synonyme de Diversibipalium boehmigi (Müller, 1902)
- Bipalium brauni Mell, 1903 est synonyme de Diversibipalium brauni (Mell, 1903)
- Bipalium brunneus Whitehouse, 1919 est synonyme de Diversibipalium brunneum (Whitehouse, 1919)
- Bipalium cantori (Wright, 1860) est synonyme de Diversibipalium cantori (Wright, 1860)
- Bipalium catenatum Graff, 1898 est synonyme de Diversibipalium catenatum (Graff, 1898). C'est un nomen oblitum
- Bipalium ceres Moseley, 1874 est synonyme de Humbertium ceres (Moseley, 1874). C'est un nomen oblitum
- Bipalium claparedei Graff, 1898 est synonyme de Diversibipalium claparedei (Graff, 1898). C'est un nomen oblitum
- Bipalium claviforme Loman, 1890 est synonyme de Diversibipalium claviforme (Loman, 1890)
- Bipalium core de Beauchamp, 1930 est synonyme de Humbertium core (de Beauchamp, 1930)
- Bipalium delicatum Whitehouse, 1914 est synonyme de Diversibipalium delicatum (Whitehouse, 1914)
- Bipalium dendrophilum Schmarda, 1859 est synonyme de Diversibipalium dendrophilum Schmarda, 1859
- Bipalium depressum Ritter-Zahony, 1905 est synonyme de Humbertium depressum (Ritter-Zahony R., 1905)
- Bipalium diana Humbert & Claparède, 1862 est synonyme de Humbertium diana (Humbert, 1862)
- Bipalium dihangense Whitehouse, 1914 est synonyme de Diversibipalium dihangense (Whitehouse, 1914)
- Bipalium dodabettae de Beauchamp, 1930 est synonyme de Humbertium dodabettae (de Beauchamp, 1930)
- Bipalium ellioti Graff, 1899 est synonyme de Diversibipalium ellioti (Graff, 1899). C'est un nomen oblitum
- Bipalium engeli Hartog, 1968 est synonyme de Diversibipalium engeli Hartog, 1968
- Bipalium ephippium Loman, 1890 est un nomen oblitum
- Bipalium everetti Houghton, 1870 est synonyme de Diversibipalium everetti (Houghton, 1870). C'est un nomen dubium
- Bipalium expeditionis Loman, 1895 est synonyme de Diversibipalium expeditionis (Loman, 1895)
- Bipalium falcatum Graff, 1899 est synonyme de Diversibipalium falcatum (Graff, 1899)
- Bipalium fenestratum Graff, 1898 est synonyme de Diversibipalium fenestratum (Graff, 1898). C'est un nomen oblitum
- Bipalium ferrugineoideum Sabussowa, 1925 est synonyme de Humbertium ferrugineoideum (Sabussowa, 1925)
- Bipalium ferrugineum Graff, 1899 est synonyme de Humbertium ferrugineum (Graff, 1899). C'est un nomen oblitum
- Bipalium ferudpoorense Wright, 1860 est synonyme de Diversibipalium ferudpoorense (Wright, 1860)
- Bipalium floweri Graff, 1899 est synonyme de Diversibipalium flowei (Graff, 1899)
- Bipalium fuligineum Geba, 1909 est synonyme de Diversibipalium fuligineum (Geba, 1909)
- Bipalium fulvum Kaburaki, 1922 est synonyme de Diversibipalium fulvum (Kaburaki, 1922) (taxon inquirendum)
- Bipalium fuscocephalum Kaburaki, 1922 est synonyme de Diversibipalium fuscocephalum (Kaburaki, 1922)
- Bipalium gebai Geba, 1909 est synonyme de Diversibipalium gebai (Geba, 1909)
- Bipalium giganteum Whitehouse, 1914 est synonyme de Diversibipalium giganteum (Whitehouse, 1914)
- Bipalium girardi Graff, 1899 est synonyme de Humbertium girardi (Graff, 1899). C'est un nomen oblitum
- Bipalium grandidieri Mell, 1903 est synonyme de Diversibipalium grandidieri Mell, 1903
- Bipalium grayi Wright, 1860 est synonyme de Diversibipalium grayi (Wright, 1860)
- Bipalium gulliveri Graff, 1899 est synonyme de Diversibipalium gulliveri (Graff, 1899). C'est un nomen oblitum
- Bipalium haasei Graff, 1899 est synonyme de Diversibipalium haasei (Graff, 1899)
- Bipalium hasseltii Loman, 1890 est synonyme de Diversibipalium hasseltii (Loman, 1890)
- Bipalium hildebrandi Graff, 1899 est synonyme de Diversibipalium hildebrandi (Graff, 1899). C'est un nomen oblitum
- Bipalium houghtoni Moseley, 1874 est synonyme de Diversibipalium houghtoni (Moseley, 1874). C'est un nomen dubium
- Bipalium indicum Whitehouse, 1919 est synonyme de Diversibipalium indicum (Whitehouse, 1919)
- Bipalium interruptum Graff, 1899 est non accepté et remplacé par Humbertium interruptum (Graff, 1899) Solà, Sluys, Riutort & Kawakatsu, 2023
- Bipalium isabellinus Geba, 1909 est synonyme de Diversibipalium isabellinum (Geba, 1909)
- Bipalium jalorense Laidlaw, 1903 est synonyme de Diversibipalium jalorense (Laidlaw, 1903)
- Bipalium kelleri Graff, 1899 est synonyme de Humbertium kelleri Graff, 1899
- Bipalium keshavi Saxena, 1957 est synonyme de Diversibipalium keshavi (Saxena, 1957)
- Bipalium kirkpatricki Graff, 1899 est synonyme de Diversibipalium kirckpatricki (Graff, 1899)
- Bipalium koreense Frieb, 1923 est synonyme de Diversibipalium koreense (Frieb, 1923)
- Bipalium kuhli Loman, 1890 est synonyme de Diversibipalium kuhlii (Loman, 1890)
- Bipalium layardi Graff, 1899 est synonyme de Diversibipalium layardi (Graff, 1899). C'est un nomen oblitum
- Bipalium lehnerti Graff, 1898 est synonyme de Diversibipalium lehnerti (Graff, 1898). C'est un nomen oblitum
- Bipalium lomani Graff, 1898 est synonyme de Diversibipalium lomani (Graff, 1898). C'est un nomen oblitum
- Bipalium longicanali Sabussowa, 1925 est synonyme de Humbertium longicanale (Sabussowa, 1925)
- Bipalium lunatum Gray, 1831 est synonyme de Diversibipalium lunatum (Gray, 1831)
- Bipalium maculatum Stimpson, 1857 est synonyme de Diversibipalium maculatum (Stimpson, 1857)
- Bipalium madagascarensis Graff, 1899 est synonyme de Diversibipalium madagascarense (Graff, 1899)
- Bipalium marenzelleri Mell, 1903 est synonyme de Diversibipalium marenzelleri (Mell, 1903)
- Bipalium megacephalum Müller, 1902 est synonyme de Diversibipalium megacephalum (Müller, 1902)
- Bipalium modiglianii Graff, 1894 est synonyme de Diversibipalium modiglianii (Graff, 1894). C'est un nomen oblitum
- Bipalium molle Graff, 1899 est synonyme de Diversibipalium molle Graff, 1899
- Bipalium multilineatum Makino & Shirasawa, 1983 est synonyme de Diversibipalium multilineatum (Makino & Shirasawa, 1983)
- Bipalium murinum Graff, 1899 est synonyme de Diversibipalium murinum (Graff, 1899)
- Bipalium natunense Meixner, 1906 est synonyme de Diversibipalium natunense (Meixner, 1906)
- Bipalium negritorum Graff, 1899 est synonyme de Diversibipalium negritorum (Graff, 1899)
- Bipalium niger Ritter-Zahony, 1905 est synonyme de Bipalium nigrum (Ritter-Zahony, 1905)
- Bipalium nigrilumbe Loman, 1890 est synonyme de Diversibipalium nigrilumbe (Loman, 1890)
- Bipalium ocellatum Graff, 1898 est synonyme de Diversibipalium ocellatum (Graff, 1898). C'est un nomen oblitum
- Bipalium olivaceps Geba, 1909 est synonyme de Diversibipalium olivaceps (Geba, 1909)
- Bipalium penangense Kawakatsu, 1986 est synonyme de Humbertium penangense (Kawakatsu, 1986)
- Bipalium penrissenense de Beauchamp, 1925 est synonyme de Humbertium penrissenense (de Beauchamp, 1925)
- Bipalium penzigi Müller, 1902 est non accepté et remplacé par Humbertium penzigi (Müller, 1902) Solà, Sluys, Riutort & Kawakatsu, 2023
- Bipalium phebe Humbert & Claparède, 1862 est synonyme de Humbertium pebe  (Humbert & Claparède, 1862)
- Bipalium piceum Graff, 1899 est synonyme de Diversibipalium piceum (Graff, 1899). C'est un nomen oblitum
- Bipalium pictum Geba, 1909 est synonyme de Diversibipalium pictum (Geba, 1909)
- Bipalium proserpina Humbert & Claparède, 1862 est synonyme de Humbertium proserpina (Humbert, 1862)
- Bipalium pseudophallicum de Beauchamp, 1925 est synonyme de Novibipalium pseudophallicum (de Beauchamp, 1925) Sola, Sluys, Riutort & Kawakatsu
- Bipalium quadricinctum Loman, 1890 est synonyme de Diversibipalium quadricinctum Loman, 1890
- Bipalium rauchi Graff, 1898 est synonyme de Diversibipalium rauchi (Graff, 1898)
- Bipalium ravenelae Graff, 1899 est synonyme de Humbertium ravenalae (Graff, 1899). C'est un nomen oblitum
- Bipalium richtersi Graff, 1899 est synonyme de Diversibipalium richtersi (Graff, 1899)
- Bipalium ridleyi Graff, 1899 est synonyme de Diversibipalium ridleyi (Graff, 1899)
- Bipalium roonwali Ramakrishna & Chauhan, 1962 est synonyme de Diversibipalium roonwali (Ramakrishna & Chauhan, 1962)
- Bipalium rotungense Whitehouse, 1914 est synonyme de Diversibipalium rotungense (Whitehouse, 1914)
- Bipalium ruteofulvum Kaburaki, 1922 est synonyme de Diversibipalium ruteofulvum (Kaburaki, 1922). C'est un taxon inquirendum
- Bipalium salvini Graff, 1899 est synonyme de Diversibipalium salvini (Graff, 1899)
- Bipalium sarasini Müller, 1907 est synonyme de Diversibipalium sarasini (Müller, 1907)
- Bipalium sexcinctum Loman, 1890 est synonyme de Diversibipalium sexcinctum (Loman, 1890)
- Bipalium shipleyi Graff, 1899 est synonyme de Diversibipalium shipleyi (Graff, 1899)
- Bipalium sikorai Graff, 1899 est synonyme de Humbertium sikorai (Graff, 1899). C'est un nomen oblitum
- Bipalium simplex Graff, 1898 est synonyme de Diversibipalium simplex (Graff, 1898). C'est un nomen oblitum
- Bipalium smithi Graff, 1899 est synonyme de Diversibipalium smithi (Graff, 1899). C'est un nomen oblitum
- Bipalium solmsi Graff, 1898 est synonyme de Diversibipalium solmsi (Graff, 1898)
- Bipalium sordidum Whitehouse, 1914 est synonyme de Diversibipalium sordidum (Whitehouse, 1914)
- Bipalium splendens Whitehouse, 1919 est synonyme de Diversibipalium splendens (Whitehouse, 1919)
- Bipalium steindachneri Graff, 1899 est synonyme de Diversibipalium steindachneri (Graff, 1899)
- Bipalium stimpsoni Diesing, 1862 est synonyme de Diversibipalium stimpsoni (Diesing, 1862)
- Bipalium subboreale Sabussowa, 1925 est synonyme de Humbertium subboreale (Sabussowa, 1925)
- Bipalium sumatrense Loman, 1883 est synonyme de Diversibipalium sumatrense (Loman, 1883)
- Bipalium superbum Graff, 1899 est synonyme de Diversibipalium superbum (Graff, 1899)
- Bipalium sylvestre Whitehouse, 1919 est non accepté
- Bipalium tamatavensis Graff, 1899 est non accepté
- Bipalium tau Mell, 1903 est non accepté
- Bipalium tennenti Diesing, 1862 est non accepté
- Bipalium transversefasciatum Müller, 1907 est non accepté
- Bipalium trifuscostriatum Kaburaki, 1922 est non accepté
- Bipalium trilineatum Stimpson, 1857 est non accepté. C'est un taxon inquirendum
- Bipalium tripartitum Graff, 1899 est non accepté
- Bipalium umbrinum Geba, 1909 est non accepté
- Bipalium unicolor Moseley, 1877 est non accepté
- Bipalium venosum Kaburaki, 1922 est non accepté
- Bipalium vinosum Kaburaki, 1925 est non accepté
- Bipalium virchowi Graff, 1899 est non accepté
- Bipalium virgatum Stimpson, 1857 est non accepté
- Bipalium vittatum Loman, 1888 est non accepté
- Bipalium voigti Graff, 1899 est non accepté
- Bipalium weberi Loman, 1890 est non accepté
- Bipalium whitehousei Ogren & Kawakatsu, 1987 est non accepté
- Bipalium woodworthi Graff, 1899 est non accepté
- Bipalium wrighti Graff, 1899 est non accepté
- Bipalium somii Chaurasia, 1981 est incertain. C'est un taxon inquirendum.

### Publication originale
1. ↑  (la) Stimpson, « Prodromus descriptionis animalium evertebratorum quæ in Expeditione ad Oceanum, Pacificum Septentrionalem a Republica Federata missa, Johanne Rodgers Duce, observavit er descripsit. Pars I. Turbellaria Dendrocœla », Proceedings of the Academy of Natural Sciences of Philadelphia, vol. 9,‎ 1857, p. 19-31

### Autres références
Oi Yoon Michelle Soo, Romain Gastineau, George Verdon, Leigh Winsor et Jean-Lou Justine, « Rediscovery of Bipalium admarginatum de Beauchamp, 1933 (Platyhelminthes, Tricladida, Geoplanidae) in Malaysia, with molecular characterisation including the mitogenome », Zootaxa, vol. 5277, no 3,‎ 3 mai 2023, p. 585–599 (ISSN 1175-5334, DOI 10.11646/zootaxa.5277.3.11)